# Pawęża ziołówka
Pawęża ziołówka (Coptosoma scutellatum) – gatunek pluskwiaka z podrzędu różnoskrzydłych i rodziny pawężowatych. Zamieszkuje krainę palearktyczną od Półwyspu Iberyjskiego po Wyspy Japońskie. Jest polifagicznym fitofagiem ssącym.

## Taksonomia
Gatunek ten opisany został po raz pierwszy w 1785 roku przez Étienne Louisa Geoffroya w publikacji autorstwa Antoine’a-François de Fourcroya pod nazwą Cimex scutellatus. Jako lokalizację typową wskazano Fontainebleau we Francji. W 1833 roku François-Louis Laporte de Castelnau umieścił go w nowym, monotypowym wówczas rodzaju Coptosoma jako gatunek typowy. W 1794 roku gatunek ten niezależnie opisany został przez Johana Christiana Fabriciusa jako Cimex globus i pod taką nazwą umieszczony został w 1834 roku przez Carla Wilhelma Hahna w nowym, monotypowym rodzaju Globocoris. Synonimizacji tych rodzajów dokonał w 1835 roku Gottlieb August Wilhelm Herrich-Schäffer.

## Morfologia
Pluskwiak o ciele długości od 3,2 do 3,7 mm u samców i od 3,6 do 4,6 mm u samic, u obu płci silnie rozdętym, szerszym niż u podobnego C. mucronatum. Ubarwienie ciała jest błyszcząco czarne, rzadko z metalicznym połyskiem fioletowoniebieskim. Głowa pozbawiona jest szczecinek i kolców. Oczy są czerwone, o szerokości od 3,2 do 3,7 razy mniejszej niż ich rozstaw. Czułki od nasady do ⅔ długości trzeciego członu są jasnobrązowe, wierzchołek trzeciego członu mają brązowy do ciemnobrązowego, a człony czwarty i piąty czarnobrązowe do prawie czarnych. Nakrywająca większość odwłoka tarczka ma kąty przednio-boczne i część tylną z płytkimi punktami oddalonymi na około cztery swoje średnice, oddzielonymi gładką, niepobrużdżoną powierzchnią. U samca ponadto tył tarczki cechuje się niemal całkowitym brakiem owłosienia. Odwłok ma na brzegach tergitów i po bokach sternitów żółtobrązowe plamy. Odwłok samca ma kapsułę genitalną z powierzchnią grzbietową zaopatrzoną pośrodku w szeroki szereg gęsto rozmieszczonych i krótkich szczecinek oraz z wierzchołkiem pozbawionym wyrostka.

## Ekologia i występowanie

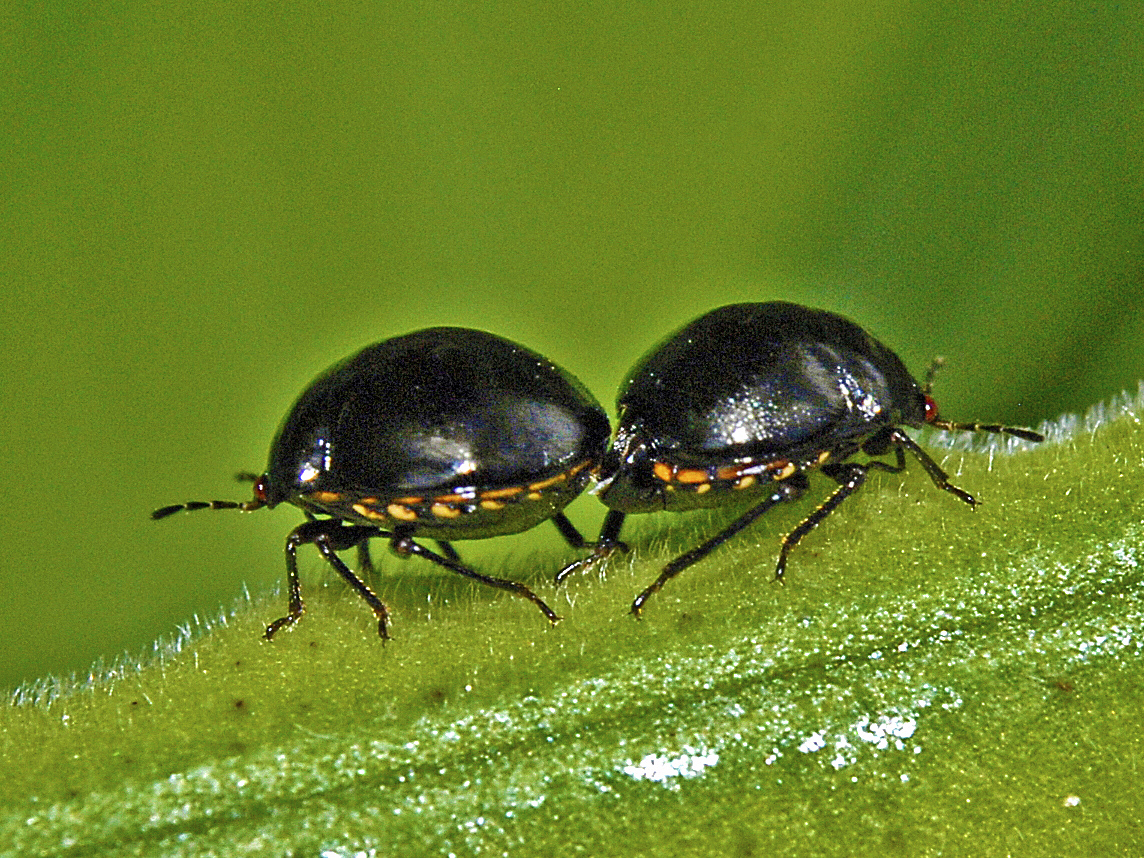
Kopulująca parka

Owad termofilny, zamieszkujący ciepłe i suche stanowiska otwarte z umiarkowanie gęstą roślinnością i podłożem wapiennym, piaszczystym lub gliniastym. W Europie Środkowej wybiera głównie nasłonecznione łąki i murawy. Występuje od nizin do około 1000 m n.p.m. w Alpach. Zarówno larwy jak i postacie dorosłe są fitofagami ssącymi soki roślin. Owad ten jest polifagiem. Wśród jego roślin pokarmowych wymienia się ponad 50 gatunków, w tym z rodzajów: cieciorki, groszki, janowce, komonice, lucerny, sparcety, traganki, wilżyny i wyki. Postacie dorosłe aktywne są od maja lub czerwca do sierpnia lub września. Samice składają jaja w środku lata. Zimuje trzecie lub czwarte stadium larwalne.
Gatunek palearktyczny. W Europie znany jest z Hiszpanii, Wielkiej Brytanii, Francji, Belgii, Holandii, Luksemburga, Niemiec, Szwajcarii, Liechtensteinu, Austrii, Włoch, Danii, Szwecji, Norwegii, Łotwy, Litwy, Polski, Czech, Słowacji, Węgier, Białorusi, Ukrainy, Mołdawii, Rumunii, Bułgarii, Słowenii, Chorwacji, Bośni i Hercegowiny, Czarnogóry, Serbii, Albanii, Macedonii Północnej, Grecji oraz europejskich części Rosji i Turcji. W Afryce Północnej podawany jest z Algierii. W Azji zamieszkuje Syberię, Rosyjski Daleki Wschód, azjatycką Turcję, Gruzję, Armenię, Azerbejdżan, Kazachstan, Kirgistan, Iran, Mongolię, północne Chiny, Koreę i Japonię. W Polsce jest jedynym przedstawicielem całej rodziny pawężowatych.